# Österskär, Korpo
Österskär med Söderudden är en ö i Finland. Den ligger i Skärgårdshavet och i kommunen Pargas i den ekonomiska regionen  Åboland i landskapet Egentliga Finland, i den sydvästra delen av landet. Ön ligger omkring 75 kilometer sydväst om Åbo och omkring 200 kilometer väster om Helsingfors.
Öns area är 38 hektar och dess största längd är 0,9 kilometer i öst-västlig riktning. Ön höjer sig omkring 15 meter över havsytan.

## Sammansmälta delöar
- Österskär 59°58′38″N 21°17′31″Ö / 59.97731°N 21.29207°Ö
- Söderudden 59°58′24″N 21°17′29″Ö / 59.97332°N 21.29148°Ö